# Lei Noroeste

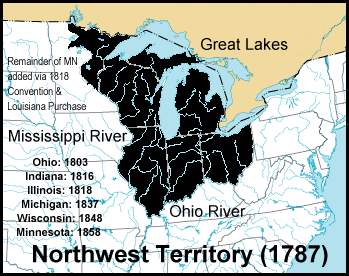
Território do Noroeste (1787).

A Lei do Noroeste (formalmente uma Portaria para o Governo do Território dos Estados Unidos, Noroeste do Rio Ohio, e também conhecida como Portaria de 1787) promulgada em 13 de julho de 1787, foi um ato orgânico do Congresso da Confederação dos Estados Unidos. Criou o Território do Noroeste, o primeiro território incorporado organizado da nova nação, de terras além das Montanhas Apalaches, entre a América do Norte Britânica e os Grandes Lagos ao norte e o Rio Ohio ao sul. O rio Mississippi formava a fronteira oeste do território. A Pensilvânia era a fronteira oriental.
No Tratado de Paris de 1783, que encerrou formalmente a Guerra Revolucionária Americana, a Grã-Bretanha cedeu a região aos Estados Unidos. No entanto, o Congresso da Confederação enfrentou vários problemas para obter o controle das terras, como o movimento não autorizado de colonos americanos para o Vale do Ohio; confrontos violentos com os povos indígenas da região; a presença contínua do Exército Britânico, que continuou a ocupar fortes na região; e um tesouro americano vazio. A lei substituiu a Portaria Terra de 1784, que declarou que os estados um dia seria formado na região, e o decreto fundiário de 1785, que descrevia como o Congresso da Confederação venderia as terras para cidadãos privados. Projetado para servir como um modelo para o desenvolvimento e colonização da região, o decreto de 1787 carecia de um governo central forte para implementá-lo. Essa necessidade foi abordada em breve pelo governo federal dos Estados Unidos, formado em 1789. O Primeiro Congresso reafirmou a portaria de 1787 e, com pequenas modificações, renovou-a pela Portaria do Noroeste de 1789.

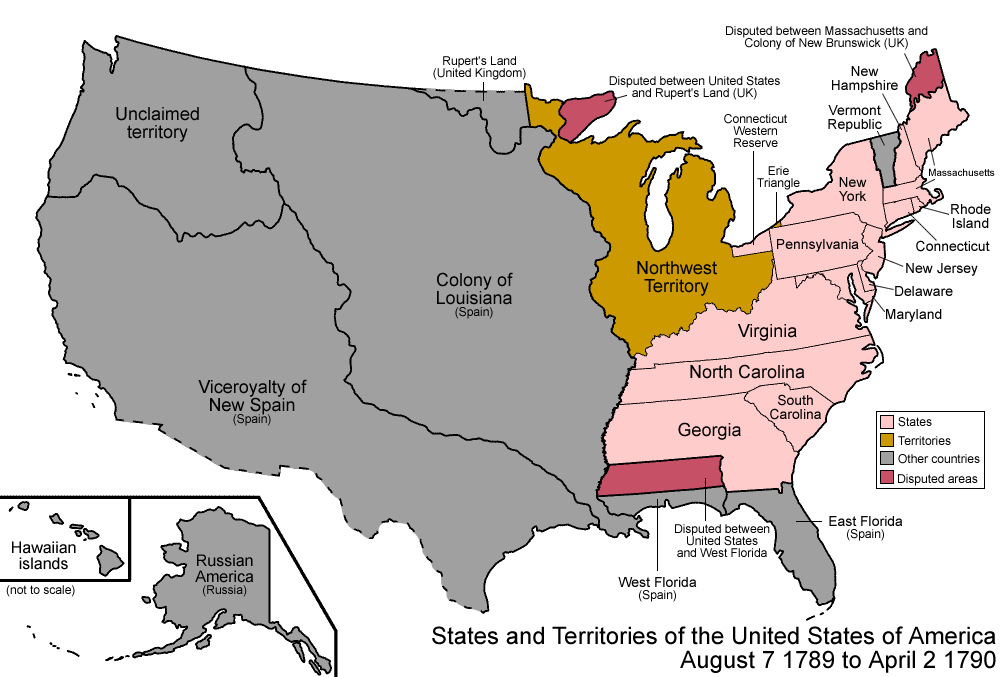
Mapa dos estados e territórios dos Estados Unidos em 7 de agosto de 1789, quando o Território do Noroeste foi organizado.

Considerado um dos atos legislativos mais importantes do Congresso da Confederação, estabeleceu o precedente pelo qual o governo federal seria soberano e se expandiria para o oeste com a admissão de novos estados, ao invés da expansão dos estados existentes e sua soberania estabelecida sob os Artigos da Confederação. Também estabeleceu precedente legislativo com relação a terras de domínio público americano. A Suprema Corte dos EUA reconheceu a autoridade da Portaria Noroeste de 1789 dentro do Território Noroeste aplicável como constitucional em Strader v. Graham,  mas não estendeu a portaria para abranger os respectivos estados, uma vez que foram admitidos na União.
A proibição da escravidão no território teve o efeito prático de estabelecer o rio Ohio como a divisão geográfica entre os estados escravistas e os estados livres das Montanhas Apalaches ao rio Mississippi, uma extensão da linha Mason-Dixon. Também ajudou a preparar o terreno para conflitos políticos federais posteriores sobre a escravidão durante o século XIX até a Guerra Civil Americana.